# Herb gminy Huszlew

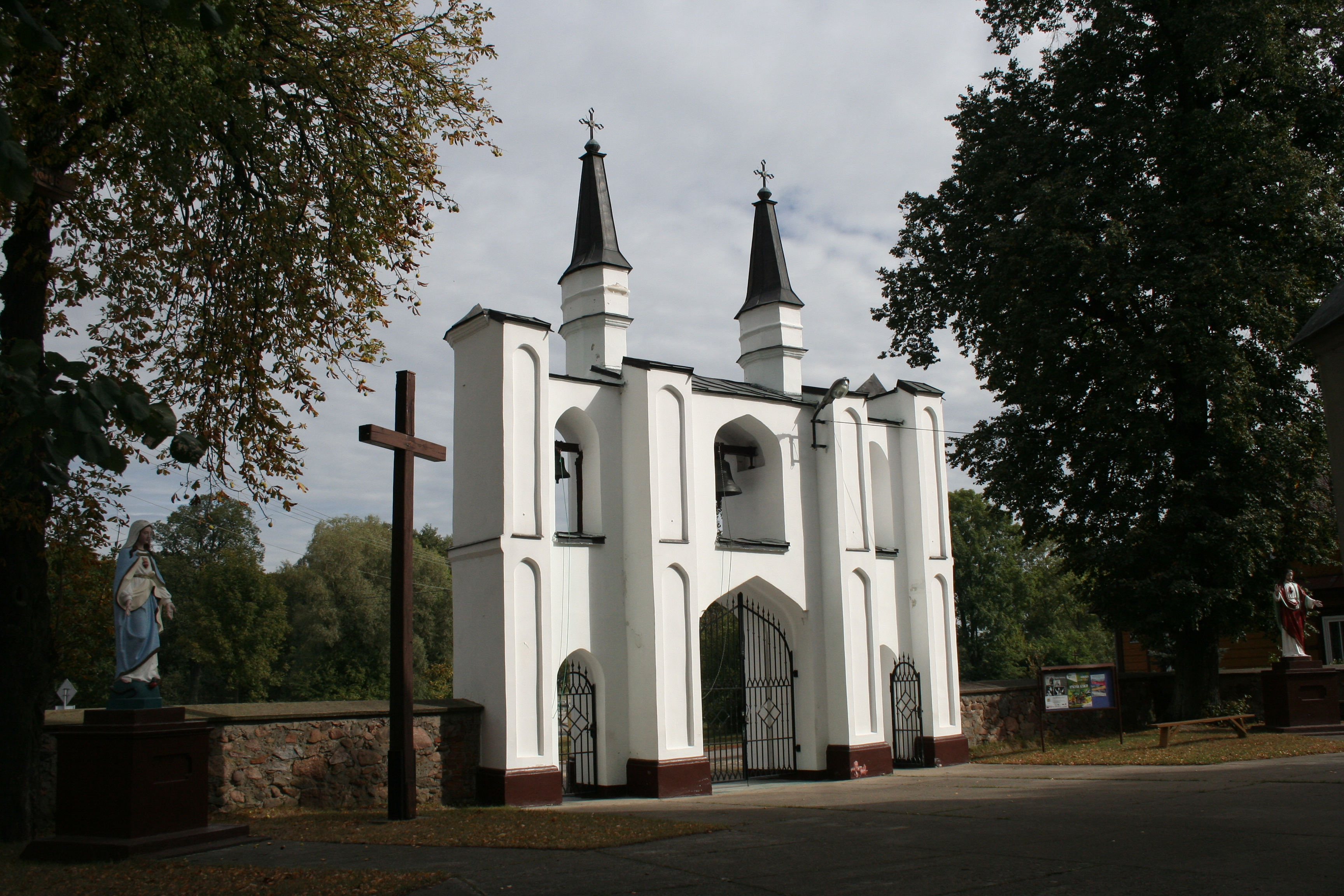
Brama z dzwonnicą, widniejąca w herbie

Herb gminy Huszlew – jeden z symboli gminy Huszlew, ustanowiony 29 sierpnia 2006.

## Wygląd i symbolika
Herb przedstawia na tarczy w polu czerwonym dwa srebrne miecze ze złotymi rękojeściami, pomiędzy nimi złoty księżyc na opak z gwiazdą, ze srebrnym krzyżem dwojonym na barku, a pod nim srebrną dzwonnicę z bramą wjazdową. Miecze symbolizują udział mieszkańców terenów gminy w walkach zbrojnych od czasów Mieszka I do współczesności, księżyc z krzyżem to godło z herbu Korybut książąt Woronieckich, natomiast brama nawiązuje do jednego z zabytków Huszlewa, czyli bramy z dzwonnicą przed kościołem świętego Antoniego Padewskiego. 